# Jean-Bédel Bokassa
Jean-Bédel Bokassa (22. února 1921, Bobangua – 3. listopadu 1996, Bangui) byl voják a politik, druhý prezident a posléze samozvaný císař-diktátor (jakožto Bokassa I.) Střední Afriky. Násilnosti, za které jeho bizarní diktatura nese odpovědnost, byly v září roku 1979 ukončeny invazí zvláštních jednotek francouzské armády a tajné služby DGSE. Bokassa poté uprchl do exilu ve Francii, avšak po sedmi letech se vrátil do země, kde byl uvězněn a posléze odsouzen k smrti za zločiny (mj. se hodně přetřásala i obvinění z kanibalismu), které spáchal. Tehdejší prezident mu však udělil milost, takže nebyl popraven; nakonec se roku 1993 díky všeobecné amnestii dostal na svobodu a zemřel v poklidu v hlavním městě země.

## Mládí
Jean-Bédel Bokassa byl příslušníkem středoafrického kmene Mbaka. Narodil se ve vesnici Bobangi na jihu země, kde byl jeho otec Mindogon vesnickým náčelníkem. Mindogon však byl zabit Francouzi pět let po Jeanově narození v roce 1927. Jeana a jeho sourozence proto vychovával jeho děd Mbalanga, díky němuž Jean mohl nastoupit do misie v M’Baïki a vybrat si mezi dráhou kněze či vojáka. Jeho školní výsledky, horší než ty, které byly oficiálně proklamovány za jeho vlády, jej donutily nastoupit 19. května 1939 na vojnu.

## Vojenská dráha
Jako voják se osvědčil. Od února 1947 do března 1948 docházel do kurzu v přípravné vojenské škole v Saint-Louis-du-Sénégal. V srpnu 1950 byl poslán do Indočíny. V roce 1954 získal hodnost praporčíka a od té doby jeho vojenská dráha nabrala vyšší rychlosti díky politice francouzské Čtvrté republiky na formování vojenských kádrů pro nastávající reformy v afrických koloniích. Pátá republika přistupovala k budování národních armád v Africe stejně. Tato politika byla ovšem možná pouze v zemích jako Senegal či Dahome, kde existovaly dostatečné počty vojáků sloužících ve francouzském vojsku.
V Ubangi-Šari bylo zapojení místních obyvatel ve francouzském vojsku tak slabé, že jediným ubangským důstojníkem byl poručík Koudoukou, jenž ovšem brzy zemřel na následky válečných zranění. V roce 1958 byl jediným místním důstojníkem Bokassa.
Z Brazzaville byl převelen do Bangui, kde v roce 1956 získal hodnost podporučíka; v roce 1958 se stal poručíkem a v roce 1961 kapitánem. Jako major byl v roce 1962 převelen ke Středoafrické armádě, v níž se brzy prosadil do velení.
Prezident David Dacko jej 1. února 1963 jmenoval náčelníkem štábu malého středoafrického vojska o pěti stech vojácích do té doby sloužících pod generálem Bigeardem. Bigeard po sobě ovšem zanechal jako pojistku několik francouzských důstojníků, kteří měli za úkol do vojska rychle začleňovat absolventy francouzských vojenských škol (Sana, Bangui a Banza). On sám ale neměl zcela nejlepší pověst zejména po svém působení v Indočíně.

## Státní převrat
Státní převrat uskutečnil 31. prosince 1965. Hlavním důvodem bylo postupné oslabování role vojska v SAR ve prospěch četnictva nakloněného Dackovi - tímto způsobem chtěl Dacko snížit Bokassův vliv. Jiná vysvětlení mluví o připravovaném puči, po kterém měl prezidentský úřad obsadit vrchní velitel četnictva Jean Izamo a který překazil v jeho průběhu uskutečněním vlastního převratu (viz článek David Dacko).
1. ledna 1966 v půl čtvrté ráno Bokassa oznámil v rozhlase převzetí moci.
Jean Izamo byl po převratu odstraněn, patrně zabit – zmizel ze své cely. On sám však v zemi neustavil vojenskou diktaturu. Vojsko v novém režimu nehrálo správní roli. Neexistovala žádná junta či vojenský výbor.
Politicky nijak neprotežoval svůj kmen. Je pravdou, že do významných funkcí dosazoval své příbuzné – včetně kojenců naverbovaných do armády a povýšených na četaře ve čtyřech letech. Jeho rodina tím získávala celkový žold ve výši 4 miliony franků CFA. Jinak důvěřoval jen své tělesné stráži (přezdívané „Les Abeilles“ - včely), sestávající z přibližně stovky mužů a žen převážně z jeho rodné vesnice.
Příslušníci kmene Ngbaka, včetně nejbližší etnické podskupiny, tvořili nejvýznamnější část protibokassovské opozice.

## Císařství
Jeho vášeň pro tituly byla dána dvěma faktory – jednak tím zkoušel kompenzovat fakt, že jeho schopnost kontrolovat území státu se omezovala fakticky na Bangui a své sídlo Berengo, jednak soupeřil s dalšími africkými diktátory. I samotné sídlo v Berengu bylo kopií sídla Houphouëta-Boignyho. S Mobutuem a Bongem soupeřil přímo. Mobutu byl první, kdo dal najevo svůj zájem o titul maršála a později krále; obezřetně ovšem nechal Bokassovým prostřednictvím prověřit reakci mezinárodního společenství. Sám jej pobídl, aby se nechal jmenovat maršálem (15. května 1974) a vytvořil souběžně úřad premiéra (k tomu došlo 1. ledna 1975), který mu měl sloužit (a sloužil) jako štít proti mezinárodní kritice. Například v roce 1979 svalil na premiéra veškerou vinu za násilnosti vůči obyvatelstvu.
Zaskočil jej Mobutuův úmysl stát se, poté, co zinstitucionalizoval tradiční náčelnictví a po dohodě s Bongem, císařem Bantuů. Prohlásil, že pokud by měl existovat císař Bantuů, bude to on. Povolal proto k sobě Dacka, který udržoval přátelské vztahy s Bongem, a pověřil jej vedením diplomatického jednání s Francií a Gabonem. Dacko Bokassu přesvědčil, aby prohlásil, že již nedůvěřuje premiérovi Ange Patassému kvůli jeho častým stykům s francouzským velvyslanectvím.
V září 1976 rozpustil vládu a nahradil ji Revoluční radou. Na sjezdu Hnutí pro demokratický vývoj střední Afriky (HDVSA) dne 4. prosince 1976 byla přijata nová ústava a vyhlášeno Středoafrické císařství.
Během přehnaně okázalého obřadu byl Bokassa 4. prosince 1977 korunován císařem (Bokassa I.). Nákladná oslava, nezdařená napodobenina Napoleonovy korunovace, si vyžádala 20 milionů USD. Francie Bokassu v tomto záměru podpořila, protože doufala, že jej tím uváže do reprezentativní role bez skutečné politické moci, která přejde do rukou předsedy vlády.

## Hospodářská moc
Postupně na sebe vedle politických funkcí soustředil i hospodářskou moc ve státě. Zahraniční investoři mu již předem nabízeli podíl v nově vznikajících dceřiných společnostech. Nemalé finanční příjmy mu plynuly i z úplatků, darů a výhodných půjček. Například americký miliardář John Deus mu nabídl půjčku 250 milionů CFA franků, za což získal v SAR monopol na trhu ropných derivátů a zemního plynu.
Brzy ovládl i polostátní společnosti ovládající turistické služby, telekomunikace; získal de facto osobní monopol na distribuci cementu a oceli v zemi, jeho „farma Bobangui“ vyráběla polovinu palmového oleje produkovaného v SAR. Bokassa také často těžil z vyvlastněného majetku svých odvolaných politických rivalů.
Nakonec založil i firmu La Couronne, jež byla zodpovědná za vybíjení slonů a krokodýlů.
Přivlastnil si rovněž různé dary určené pro SAR. Například francouzští prezidenti Charles de Gaulle a Georges Pompidou předali SAR v den Bokassových narozenin postupně letadla DC-4 a DC-8. Bokassa je považoval za osobní dary (s odvoláním, že byly předány „k jeho narozeninám“) a draze je pronajímal vládě.
Při pádu jeho vlády v roce 1979 bylo v jeho sídle v Berengu objeveno 160 párů sloních klů (tj. 3 tuny slonoviny), jeho maršálská hůl posázená diamanty v hodnotě 375 mil. CFA franků, nádoba s 14 250 surovými diamanty, kufr s 2000 zpracovanými diamanty vysoké hodnoty (dvou-, tří-, deseti- a dvacetikarátové), jeden 62-karátový diamant a kufry plné valut. Jeho majetek byl odhadován na 520 milionů až 1,3 miliardy francouzských franků.

## Jeho osobní odkaz
Těžil i z fám, které se šířily kolem jeho postavy – byly mu přičítány nadpřirozené schopnosti jako například schopnost číst myšlenky jiných. Byl také spojován s různými čarodějnickými rituály a kanibalismem. Toho se ovšem ujal i západní tisk a propadl nekritickým fabulacím [zdroj?].
Středoafrický tisk jej po dobu jeho vlády popisoval střídavě jako následovníka Barthélemyho Bogandy, poloboha, ztělesnění Afriky atp. On sám se s oblibou stylizoval do otce svých poddaných či jednoho z rolníků.

## Vyznamenání
- velkokříž Národního řádu Čadu – Čad
- velkokříž s řetězem Řádu Nilu – Egypt
- velkokříž Řádu čestné legie – Francie[1]
- rytíř Řádu čestné legie – Francie
- Médaille militaire – Francie[1]
- Croix de guerre 1939–1945 – Francie[1]
- Válečný kříž za operace na vnějších bojištích – Francie
- Dobrovolnický kříž 1939–1945 – Francie
- Croix du combattant volontaire de la Résistance – Francie
- Zámořská medaile – Francie
- Médaille commémorative des services volontaires dans la France libre – Francie
- Pamětní medaile války 1939–1945 – Francie
- Pamětní medaile tažení v Indočíně – Francie
- velkokříž Řádu rovníkové hvězdy – Gabon
- velkokříž Řádu jugoslávské hvězdy – Jugoslávie
- velkokříž Řádu za chrabrost – Kamerun
- velkokříž Řádu republiky – Libye
- velkokříž Řádu republiky – Madagaskar
- velkokříž s řetězem Řádu Ouissam Alaouite – Maroko
- velkokříž Národního řádu Pobřeží slonoviny – Pobřeží slonoviny
- velkokříž Národního řádu lva – Senegal
- velkokříž Řádu dvou Nilů – Súdán
- velkokříž Národního řádu za zásluhy – Togo
- řetěz Řádu nezávislosti – Tunisko
- velkokříž Národní řád levharta – Zair